# Удовольствие мыслить иначе (фильм)
Удово́льствие мы́слить ина́че — фильм российского кинорежиссёра и сценариста Дитковского Марка Самойловича, созданный в 2009 году по одноименной книге философа Федора Гиренка.
Пафос книги Федора Гиренка «Удовольствие мыслить иначе» заключается в стремлении сместить философский дискурс в сторону его большей «визуальности» и «минимальности». Марк Дитковский предпринял попытку такой визуализации.
Философские тексты имеют тенденции к деградации, к двойной непрозрачности. Прозрачными или понятными могут стать такие тексты, из которых извлекаются сценарии, драматургия. Они могут быть экранизированы, по ним можно ставить спектакли, к ним можно делать иллюстрации. Задача философских, минималистичных форм и состоит в том, чтобы перестроить структуру текстов, внося в них элементы наглядности и реактивной коммуникации. А также, элементы кинематографической образности и театральной драматургии. На мой взгляд, вполне возможно, сценарное прочтение Канта и Шопенгауэра, возможны музыкальное экспликации Хайдеггера и Камю. Федор Гиренок.
В большинстве случаев кинофильмы о философии сводятся к пересказу биографий мыслителей и их концептуальной идеи. Однако некоторые режиссёры пытаются работать с философией посредством языка образов, то есть создавать в рамках кино адекватный философии концептуальный визуальный ряд. Например, Александр Клюге экранизировал «Капитал» Маркса, взглянув на работу основоположника научного коммунизма с точки зрения эстетического феномена, и создав при этом 10-часовую ленту, а Марк Дитковский визуализировал философию минималиста Гиренка, уложившись почти в полтора часа. Что из этого получилось?
В итоге получился диалог между художником и философом. Философ говорит о своей концепции, а художник, пытаясь переосмыслить услышанную им идею, создает согласно своему пониманию визуальный ряд.

## Краткое содержание
Из речи главного героя:
Заставка:
“Современная философия очень трудно привыкает к мысли о том, что заниматься легимитизацией того, что мы уже знаем, не значит мыслить. Со времен Фуко, под словом мыслить, стало пониматься другое, а именно, мыслить значит, на опыте пытаться узнать пределы возможности мыслить иначе.„
Введение:
“Все что вы услышите, в этом фильме объединяет несколько принципов. Один из них это принцип минимализма. Суть его такова: минимум слов и максимум смысла. Направление в искусстве „Минимализм“ сегодня чаще всего применимо в архитектуре, дизайне, рекламе, печати и даже в музыке. Понятие „Минимализм“ восходит к нидерландскому художнику Питу Мондриано, работавшего в первой половине 20-го столетия.„
“…я хочу отказаться от понятийного, эссенциалистского языка. Понятийный язык требует множества определений. Но определить — значит ограничить, утратить оттенки, упростить. Я же хочу работать с неустоявшимися смыслами, зыбкими значениями. Я хочу говорить не на языке терминов, а на живом русском языке. Если у меня и встречаются какие-то термины, то это значит, что я хочу придать им какой-то новый смысл. Особенно интересно делать прививки смысла расхожим терминам европейской философии. Чтобы они прижились на нашей почве, нужно сделать так, чтобы они забыли свою родину.„
“…я не считаю, локальное поле европейской мысли универсальным. На мой взгляд, русская философия создавалась не для того, чтобы в аналитически ясной форме передавать истины не ею добытые, а для того, чтобы научиться переводить человека из одного состояния бытия в другое. Философия не столько „ знает“, сколько утешает, то есть практикует субъективирующее мышление. Русская философия является религиозной не потому, что в ней кто-то говорит о Боге, а потому, что она обращена к необъективируемому. Все это требует новых форм философствования.„
“Наука логики Гегеля перестает быть образцом философствования, потому что она быстро утомляет, требует больших затрат энергии. Чтение философских текстов, с некоторых пор, стало рождать не знание, а скуку. Философия утратила ритм, экспрессию. Ты уже все понял, а тебе все ещё продолжают что-то объяснять.
Пятитомник Камю, я взял не случайно. Я хочу показать, что тексты зачастую обладают прекрасной визуальностью. В наглядные образы, вербальные картинки, легко упаковываются любые теории.„
“Между тем, философские тексты имеют тенденции к деградации, к двойной непрозрачности. Прозрачными или понятными могут стать такие тексты, из которых извлекаются сценарии, драматургия. Они могут быть экранизированы, по ним можно ставить спектакли, к ним можно делать иллюстрации. Задача философских, минималистичных форм и состоит в том, чтобы перестроить структуру текстов, внося в них элементы наглядности и реактивной коммуникации. А также, элементы кинематографической образности и театральной драматургии. На мой взгляд, вполне возможно, сценарное прочтение Канта и Шопенгауэра, возможны музыкальное экспликации Хайдеггера и Камю.„

## Структура фильма
1 часть:
- Заставка
- Введение
- Забавы современной философии
- О входном билете в философию
- Зачем нам самость без Я
- Почему философия нуждается не в опыте, а в воображении
- Почему ум тоскует по безумию?

2 часть
- Заставка
- Почему история философии губит философию?
- Почему в современном мире мыслит не мыслитель, а менеджер?
- Почему человек — это аутист, а не реалист

Титры
Послесловие: “Вы просмотрели введение, которой соответствует десятая часть написанной мной книги „Удовольствие мыслить иначе“. Дальнейшая экранизация книги, с попытками образной визуализации текстов, зависит от осознания полезности настоящего начинания.„
Конец фильма

## О главном герое фильма
Фёдор Иванович Гиренок, автор классических философских текстов – «Метафизика пата», «Патология русского ума», – является лидером русского философского постмодернизма – археоавангарда, а по совместительству – профессором кафедры философской антропологии философского факультета МГУ. Точность философского мышления в его произведениях достигается разработкой не только специального технического языка, но и поэтической организацией текста, – использованием глубинных ресурсов языка: пословиц, поговорок, сказок, языка повседневности, национальных идиом.

## Съёмочная группа
- Сценарий: Гиренок Федор, Дитковский Марк.
- Режиссёр: Дитковский Марк.
- В главной роли: Гиренок Федор.
- Производство и завершающий этап создания: Артамонов Дмитрий.
- Продюсер: Соловьев Анатолий.

## Технические данные
- Метраж:

1. часть: 41 мин. 28 сек;
2. часть: 35 мин. 53 сек.

- Производство: Киностудия интернет издания «Webtvnews.ru»
- Неигровой фильм, цветной, снят на цифровую технику
- Ограничение по возрасту: нет

## История проката
Фильм впервые был показан 28 сентября 2009 года в МГУ имени М. В. Ломоносова:
- Премьерный показ: 28 сентября 2009 года[6][7]

Философский факультет МГУ о фильме:
28 сентября 2009 года на философском факультете МГУ имени М.В. Ломоносова состоялась премьера фильма «Удовольствие мыслить иначе» по одноименной книге философа Федора Гиренка. Режиссёр Марк Дитковский, воодушевившись идеями Гиренка о том, что философия имеет свой ритм, экспрессию и драматургию, а потому - и сценарное прочтение, рискнул в своем фильме визуализировать философский дискурс. В итоге получилась пестрая, довольно динамичная лента на полтора часа.
После премьеры состоялась дискуссия с участием Федора Гиренка, создателей фильма, преподавателей и студентов МГУ, РГГУ, Института Управления, Института философии РАН, а также представителей прессы. В ходе беседы обсуждались такие вопросы, как: Возможно ли переведение философии на язык образов? Насколько адекватный визуальный ряд нашел режиссёр для передачи смысла философского текста? Не служат ли некоторые картинки лишь дополнением и развлечением для зрителей? Фильм готовится к выходу на широкий экран.

### Даты премьер
- Россия — 28 сентября 2009